# Gasthaus „Am Münzenberg“

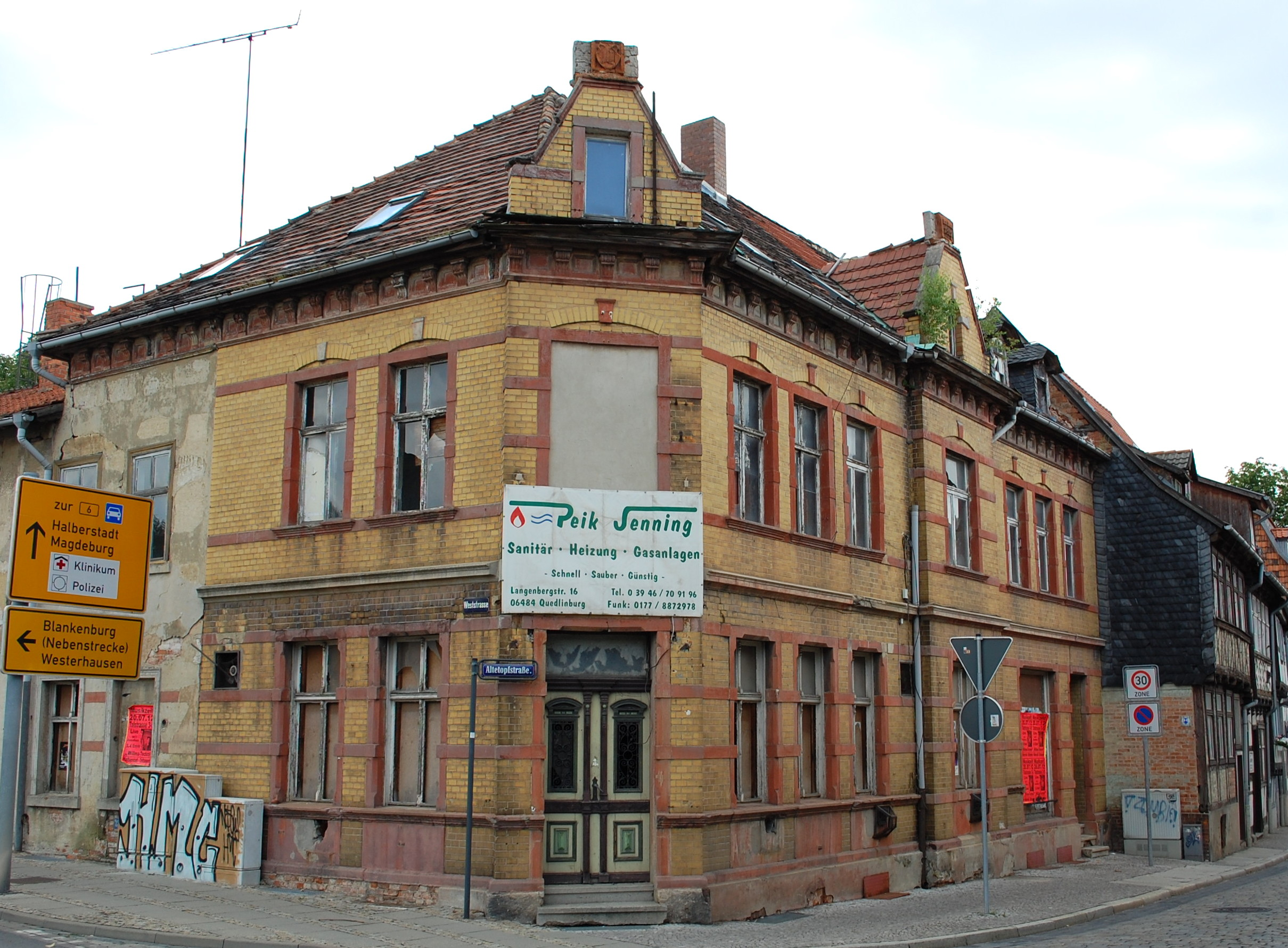
Gasthaus „Am Münzenberg“

Das Haus Gasthaus „Am Münzenberg“ ist ein denkmalgeschütztes Gebäude in der Stadt Quedlinburg in Sachsen-Anhalt. Derzeit (Stand 2012) steht das Haus leer und wird nicht als Gaststätte genutzt.

## Lage
Das Gebäude befindet sich an der Adresse Altetopfstraße 11-13 südlich der historischen Quedlinburger Altstadt. Es befindet sich in einer Ecklage an der Einmündung der Altetopfstraße auf die Wipertistraße. Östlich grenzt das gleichfalls denkmalgeschützte Haus Altetopfstraße 14 an. Es ist im Quedlinburger Denkmalverzeichnis eingetragen. Der Name des Gasthauses nahm Bezug auf den etwas weiter westlich gelegenen Quedlinburger Stadtteil Münzenberg.

## Architektur und Geschichte
Vor Errichtung des heutigen Gebäudes befand sich an dieser Stelle eine aus dem Mittelalter stammende Töpferei. Das Gasthaus wurde zur Jahrhundertwende vom 19. zum 20. Jahrhundert errichtet. Dabei wurde in den entlang der Wipertistraße errichteten Gebäudeteil ältere, aus dem 19. Jahrhundert stammende Bauten integriert. Während der ältere Hausteil verputzt ist, wurde die übrige Fassade zurückhaltend in historistischem Stil gestaltet. Die Gliederung erfolgt durch Klinker und verputzte Flächen.
Derzeit (Stand 2012) ist das Gebäude sanierungsbedürftig.